# River City Girls
River City Girls è un videogioco di genere beat 'em up sviluppato da WayForward e pubblicato da Arc System Works. Si tratta di uno spin-off del franchise Kunio-kun, dove le protagoniste sono Misako e Kyoko (apparse originariamente in Nintendo World Cup e Kunio-tachi no banka) e il loro scopo è combattere contro nemici e superare ostacoli per salvare i propri fidanzati, Kunio e Riki, misteriosamente scomparsi.
Il gioco è stato pubblicato per Nintendo Switch, PlayStation 4, Xbox One e Microsoft Windows nel settembre 2019, arrivando poi su Amazon Luna a ottobre 2020. Una versione per PlayStation 5 è stata rilasciata il 18 gennaio 2022. Il sequel River City Girls 2 è in corso di sviluppo.

## Trama
Misako è in punizione al liceo River City High, insieme alla sua migliore amica Kyoko. Riceve un allarmante messaggio sul cellulare: una foto di Kunio e Riki mentre vengono rapiti. Kyoko e Misako decidono quindi di entrare in azione per salvare i propri fidanzati. Le due quindi si lanciano alla volta di River City per indagare sulla sparizione dei due e trovare delle risposte.

## Modalità di gioco
River City Girls è un picchiaduro beat 'em up. Il giocatore può scegliere all'inizio dell'avventura tra Misako e Kyoko, con stili di combattimento e tecniche differenti. Due giocatori possono collaborare per affrontare la modalità cooperativa. Il gioco si snoda attraverso sei aree lineari e interconnesse, similmente a quanto accade in Shodai Nekketsu Koha Kunio-kun e Shin Nekketsu Koha: Kunio-tachi no Banka. Come in River City Ransom, il giocatore può tornare liberamente nelle aree precedenti ma deve completare delle battaglia specifiche per proseguire. In molte aree dove il combattimento viene avviato per la prima volta, compaiono delle catene con un lucchetto, impedendo al giocatore di uscire finché non ha completato tutti i combattimenti in quella specifica schermata.
In totale il gioco ha sei boss da sconfiggere. Quando i nemici vengono eliminati, il giocatore ottiene denaro che può spendere in diversi negozi sparsi per il mondo di gioco per acquistare oggetti, armi, cibo ed equipaggiamento volto a incrementare le statistiche. 

## Sviluppo
River City Girls è la prima collaborazione tra Arc System Works e WayForward, e la seconda volta che WayForward lavora su una proprietà intellettuale dell'azienda Technos Japan Corporation. Il gioco è stato in sviluppo per circa tre anni.
River City Girls è stato diretto da Adam Tierney e Bannon Rudis, quest'ultimo ha precedentemente lavorato a River City Ransom: Underground. Tierney ha avvicinato Rudis per sottoporgli l'idea di creare un nuovo episodio del franchise Kunio-kun per portare la serie in una direzione completamente diversa. Lo scopo, era quello di dare vita a un episodio di Kunio-kun ma nello stile di Shantae (la serie di rappresentanza di WayForward). Il gioco è stato poi concepito in pixel art, per collegarsi meglio ai titoli precedenti della serie. 

## Accoglienza
River City Girls è stato accolto positivamente dalla critica con un voto pari a 79 sull'aggregatore Metacritic, basato su 16 recensioni per la versione PlayStation 4 e 12 per quella Nintendo Switch. I recensori hanno elogiato particolarmente lo stile visivo e artistico del gioco, nonché l'umorismo mai fuori posto.